# Константиновка (Красногвардейский район)
Константи́новка (до 1948 года Боранга́р, до середины XIX века Бора́н-Кары́; укр. Костянти́нівка, крымскотат. Boranğar, Борангъар) — исчезнувшее село в Красногвардейском районе Республики Крым, располагавшееся на юго-западе района, в степной части Крыма, включённое в состав Красного Партизана, сейчас — западная окраина села.

## История
Немецкая лютеранско-меннонитская деревня Борангар (другое название — Ташлы-Конрат) была основана в Перекопском уезде выходцами из беловежских колоний в 1861 году на приобретённой в собственность земле на месте опустевшего старинного селения Боран-Кары (либо Буран-Кара). Первое документальное упоминание села встречается в Камеральном Описании Крыма… 1784 года, согласно которому, в последний период Крымского ханства Боран Кары входил в Даирский кадылык Акмечетского каймаканства. После присоединения Крыма к России (8) 19 апреля 1783 года, (8) 19 февраля 1784 года, именным указом Екатерины II сенату, на территории бывшего Крымского Ханства была образована Таврическая область и деревня была приписана к Перекопскому уезду. После Павловских реформ, с 1796 по 1802 год, входила в Акмечетский уезд Новороссийской губернии. По новому административному делению, после создания 8 (20) октября 1802 года Таврической губернии, Барангар был включён в состав Кокчора-Киятской волости Перекопского уезда.
По Ведомости о всех селениях в Перекопском уезде состоящих с показанием в которой волости сколько числом дворов и душ… от 21 октября 1805 года в деревне Баранилар числилось 8 дворов и 83 крымских татар и 2 крымских цыгана. На военно-топографической карте генерал-майора Мухина 1817 года деревня Баран обозначена с 15 дворами. По «Ведомости о казённых волостях Таврической губернии 1829 года», составленной по поводу реформы волостного деления 1829 года, селение отнесли к Агъярской волости. На карте 1836 года в деревне 11 дворов. Затем, видимо, в результате эмиграции крымских татар, деревня заметно опустела и на карте 1842 года Буран-Кары обозначен условным знаком «малая деревня», то есть, менее 5 дворов.
В 1860-х годах, после земской реформы Александра II, деревню включили в состав Айбарской волости. В «Списке населённых мест Таврической губернии по сведениям 1864 года», составленном по результатам VIII ревизии 1864 года, Борангар (Буран-Кары) — владельческая деревня с 1 двором и 14 жителями при безъименной балкѣ. По обследованиям профессора А. Н. Козловского начала 1860-х годов, вода в колодцах деревни была пресная, а их глубина составляла 10—15 саженей (21—32 м). Согласно «Памятной книжке Таврической губернии за 1867 год», деревня Барангар была покинута жителями в 1860—1864 годах, в результате эмиграции крымских татар, особенно массовой после Крымской войны 1853—1856 годов, в Турцию и оставалась в развалинах. На трехверстовой карте Шуберта 1865 года деревня Буран-Куры ещё обозначена., а, на карте, с корректурой 1876 года, её уже нет.
После земской реформы 1890 года Борангар отнесли к Бютеньской волости. Согласно «…Памятной книжке Таврической губернии на 1892 год», в деревне Боронгар, находившейся в частном владении, было 128 жителей в 24 домохозяйствах. По «…Памятной книжке Таврической губернии на 1900 год» в деревне числилось 153 жителя в 19 дворах, арендовавших у землевладельца Люстиха 1200 десятин земли. По Статистическому справочнику Таврической губернии. Ч.II-я. Статистический очерк, выпуск пятый Перекопский уезд, 1915 год, в деревне Борангар Бютеньской волости Перекопского уезда числилось 19 дворов (все дворы безземельные) с немецким населением без приписных жителей, но со 167 — «посторонними», из которых 40 мужчин и 77 женщин. Жители землёй не владели, но за селением числилось 1530 десятин земли. В хозяйствах имелось 139 лошадей, 18 волов, 70 коров и 56 голов мелкого скота.
После установления в Крыму Советской власти и учреждения 18 октября 1921 года Крымской АССР, в составе Симферопольского уезда был образован Биюк-Онларский район, в состав которого включили село. В 1922 году уезды получили название округов. 11 октября 1923 года, согласно постановлению ВЦИК, в административное деление Крымской АССР были внесены изменения, в результате которых был ликвидирован Биюк-Онларский район и село включили в состав Симферопольского. Согласно Списку населённых пунктов Крымской АССР по Всесоюзной переписи 17 декабря 1926 года, в селе Борангар, центре упразднённого к 1940 году Борангарского сельсовета Симферопольского района, числилось 34 двора, из них 30 крестьянских, население составляло 178 человек, из них 168 немцев. 6 русских, 1 украинец, 1 латыш, 1 болгарин, 1 еврей, действовала немецкая школа. Постановлением КрымЦИКа от 15 сентября 1930 года был вновь создан Биюк-Онларский район, теперь как немецкий национальный, в который включили село. В 1935 году, при разукрупнении районов, из Биюк-Онларского района был выделен, также немецкий, Тельманский район (переименованный указом ВС РСФСР № 621/6 от 14 декабря 1944 года в Красногвардейский) и село, с населением 223 человека, включили в его состав. Вскоре после начала Великой Отечественной войны, 18 августа 1941 года крымские немцы были выселены, сначала в Ставропольский край, а затем в Сибирь и северный Казахстан.
После освобождения Крыма от фашистов, 12 августа 1944 года было принято постановление № ГОКО-6372с «О переселении колхозников в районы Крыма» по которому в район из областей Украины и России переселялись семьи колхозников, а в начале 1950-х годов последовала вторая волна переселенцев из различных областей Украины. С 25 июня 1946 года Борангар в составе Крымской области РСФСР. Указом Президиума Верховного Совета РСФСР, от 18 мая 1948 года, Борангар был переименован в Константиновку. 26 апреля 1954 года Крымская область была передана из состава РСФСР в состав УССР. Время включения в Удачненский сельсовет пока не установлено: на 15 июня 1960 года село уже числилось в его составе. К 1968 году село присоединили к Красному Партизану (согласно справочнику «Крымская область. Административно-территориальное деление на 1 января 1968 года» — в период с 1954 по 1968 годы).

### Динамика численности населения
| - 1805 год — 85 чел. - 1864 год — 14 чел. - 1892 год — 128 чел. - 1900 год — 153 чел. | - 1915 год — 0/167 чел. - 1926 год — 178 чел. - 1935 год — 223 чел. |